# Sulzberg
Sulzberg es una localidad del distrito de Bregenz, en el estado de Vorarlberg, Austria
Es miembro del proyecto comunitario alemán-austriaco Naturpark Nagelfluhkette.

## Geografía
Se encuentra ubicada al norte del estado, cerca de la frontera con Alemania (estado de Baviera), de las montañas Arlberg que la separan del estado del Tirol, y del lago de Constanza.  

## Toponimia
El topónimo "Sulzeberg" se mencionó por primera vez en documentos en 1249. Alrededor de 1400, se mencionó "Smaltzhuben uff Sultzberg", ya que los habitantes tenían que entregar manteca y queso al conde de Bregenz.

## Cultura
-La iglesia parroquial hl. Laurentius se extendió de 1828 a 1829 de acuerdo con los planes de Alois Negrelli de Moldelbe con el uso de partes más antiguas en el estilo del imperio estatal. En los años 1988 a 1991, la iglesia fue renovada con el decano Herbert Hehle.
-Capilla St. Leonhard: De las 13 capillas de Sulzberg, vale la pena mencionar la capilla St. Leonhard del año 1497. No está lejos de la iglesia parroquial actual de Sulzberg en el camino a Doren. La iglesia perteneció originalmente al monasterio Kempten (Allgäu). Durante la Guerra de los Treinta Años en 1647, los suecos usaron la capilla como establo para caballos. Se han conservado los frescos únicos de la capilla y los altares y los techos de madera del período barroco temprano. La capilla ha sido durante mucho tiempo un lugar popular de peregrinación. De 1980 a 2006, la capilla fue inutilizable. Desde noviembre de 2006, la capilla de San Leonhard brilla con un nuevo esplendor.
-Iglesia parroquial Sulzberg-Thal.
-Marienlinde: El tilo de más de 400 años. En su tronco, los árboles albergan una estatua de María, con la inscripción: "Maria vom Sieg, beende den Krieg und schütze uns mit deinem Kinde aus der Marienlinde." (María de la victoria, termina la guerra y protégenos con tu hijo de la Marienlinde.)

## Escudo de armas
El escudo de armas del municipio de Sulzberg muestra una cabeza de buey negra y hacia adelante sobre una montaña verde de tres picos. La concesión del escudo de armas por el gobierno del estado de Vorarlberg tuvo lugar el 1 de febrero de 1929. Presumiblemente, el escudo de armas diseñado por el archivero de la iglesia Andreas Ulmer se debe a la expansión agrícola del Sulzberg. 

## Población
Sulzberg tiene una población estimada a principio del año 2018 de 1818 habitantes.   